# Công ty Truyền hình số vệ tinh Việt Nam
Công ty TNHH Truyền hình số vệ tinh Việt Nam (tên giao dịch: VSTV) là công ty liên doanh giữa Đài Truyền hình Việt Nam và Tập đoàn truyền hình Canal+ của Pháp. Đây là công ty đầu tiên có sự hợp tác giữa Việt Nam và Pháp trong lĩnh vực truyền hình.
Sản phẩm nổi bật của công ty là dịch vụ truyền hình vệ tinh K+.